# Salcia, Prahova
Salcia este o comună în județul Prahova, Muntenia, România, formată numai din satul de reședință cu același nume.

## Așezare
Comuna se află în estul județului, la limita cu județul Buzău, în Subcarpații de Curbură. Este deservită de șoseaua județeana DJ234, care o leagă spre sud de Sângeru. Teritoriul comunei formează în mare parte bazinul hidrografic al râului Salcia, afluent al Cricovului Sărat.

## Demografie
Componența etnică a comunei Salcia
     Români (93,71%)
     Alte etnii (0%)
     Necunoscută (6,29%)
Componența confesională a comunei Salcia
     Ortodocși (92,76%)
     Alte religii (0,83%)
     Necunoscută (6,41%)
Conform recensământului efectuat în 2021, populația comunei Salcia se ridică la 843 de locuitori, în scădere față de recensământul anterior din 2011, când fuseseră înregistrați 1.171 de locuitori. Majoritatea locuitorilor sunt români (93,71%), iar pentru 6,29% nu se cunoaște apartenența etnică. Din punct de vedere confesional, majoritatea locuitorilor sunt ortodocși (92,76%), iar pentru 6,41% nu se cunoaște apartenența confesională.

## Politică și administrație
Comuna Salcia este administrată de un primar și un consiliu local compus din 9 consilieri. Primarul, Iulian-Marian Gherghe[*], de la Partidul Național Liberal, este în funcție din octombrie 2020. Începând cu alegerile locale din 2024, consiliul local are următoarea componență pe partide politice:
|  | Partid                          | Consilieri | Componența Consiliului | Componența Consiliului | Componența Consiliului | Componența Consiliului | Componența Consiliului | Componența Consiliului | Componența Consiliului |
|  | ------------------------------- | ---------- | ---------------------- | ---------------------- | ---------------------- | ---------------------- | ---------------------- | ---------------------- | ---------------------- |
|  | Partidul Național Liberal       | 7          |                        |                        |                        |                        |                        |                        |                        |
|  | Alianța pentru Unirea Românilor | 1          |                        |                        |                        |                        |                        |                        |                        |
|  | Partidul Social Democrat        | 1          |                        |                        |                        |                        |                        |                        |                        |

## Istorie
La sfârșitul secolului al XIX-lea, comuna era inclusă în plasa Podgoria a județului Prahova. Ea avea 1700 de locuitori, o școală mixtă și o biserică ortodoxă datând din 1867.
În perioada interbelică a făcut parte din aceeași plasă, având în 1925 1416 locuitori, după care în 1950 a trecut la raionul Urlați din regiunea Prahova și apoi, din 1952, la raionul Mizil din regiunea Ploiești. În 1968 a revenit la județul Prahova, reînființat.